# Vedanta
El vedanta (en sil·labari devanagari: वेदान्त,vedānta) és una escola de pensament (dàrxana) de l'hinduisme.
És un resum dels ensenyaments esotèrics que es poden extreure de les llegendes dels araniakes (escriptures 'del bosc') i de les upanixads (escriptures compostes aproximadament des del segle vi aC).

## Etimologia
El nom vedanta es compon del terme sànscrit veda: 'coneixement, saviesa' i anta: 'final, conclusió'.
Aquesta denominació s'interpreta en un doble sentit: 
- Com «la culminació de la saviesa», en sentit absolut, com el coneixement espiritual més elevat; i
- Com «l'última part dels Veda», en sentit cronològic, ja que aquesta doctrina va completar el reemplaçament de la religió vèdica (expressada en el text èpic mitològic Rig-veda) per la nova religió hinduista.

La doctrina vedanta és per tant la fi de la tradició, tant en sentit al·legòric com en sentit literal (històric).

## Mimamsa
A la doctrina vedanta també se la coneix com a uttara mimamsa ('superador del mimamsà'), per contraposar-la amb l'antiga doctrina mimamsa ('interrogants'), que s'ocupava de les explicacions per als sacrificis de foc dels mantres vèdics (que es troben a la part Samhita del Rigveda) i dels textos Brahmanes.
A partir de la doctrina vedanta, per referir-se a la doctrina mimamsa es va crear el retrònim Purva mimansa ('el mimamsa previ [o antic]').

## ElVedanta-sutra
El text principal de la doctrina vedanta és el Vedanta-sutra de Badaraiana, del 200 aC Segons la tradició posterior, Badaraiana és un nom de Vyasa, un dels savis més o menys llegendaris als qui s'atribueix el Rig-veda, compost mil anys abans.
El text està format per centenars de frases lacòniques i més o menys inconnexes entre si.
Com a exemple, es pot llegir un fragment del Vedanta-sutra (3, 1): ²³
| «                                                                    | ¹ En l'obtenció d'un altre que ve embolicat (tal com apareix) per la pregunta i l'explicació. ² No obstant això, a causa d'això (l'aigua) que consisteix dels tres elements, a causa del predomini. ³ I a causa del retir dels pranes. ⁴ Si es diu (que no és així) a causa de declaració de les Escriptures que es va a Agni i la resta, ens diuen que no, a causa de la naturalesa secundària (de la declaració). ⁵ S'ha de dir, a causa de l'absència de menció a la primera (resposta); diem que no, només per això (s'entén), pel que fa a l'aptitud. ⁶ «A causa d'això no es va declarar per l'Escriptura »; no és així, a causa de aquells que realitzen sacrificis i si s'entén així sucesivament ⁷ O és metafòric, a causa que ells no coneixen el Jo? Perquè això és el que declara l'Escriptura. ⁸ Per la mort de les obres, amb una resta, d'acord amb l'Escriptura i la Smriti, ja que va ser i el que no. ⁹ «És a causa de la conducta »; no és així, ja que (karana: causa) implica treball, així pensa Kārṣṇājini. ¹⁰ «No és de propòsit»; no és així, a causa que depèn d'això. ¹¹ No obstant, només treballs bons i dolents, així pensa Badari. ¹² D'ells també els que no realitzen sacrificis (l'ascens), així ho declara l'Escriptura. ¹³ Però dels altres que van gaudir a Samiamana, no hi ha ascens i descens, com a tal un curs es declara. ¹⁴ Els textos Smriti també declaren això. ¹⁵ A més hi ha set. ¹⁶ Del fet de la seva activitat també, no hi ha cap contradicció. | » |
| — Versos 1 a 16 del primer pada del tercer adhyaya del Vedanta-sutra | |   |

²½Cada doctrina important de l'Índia té bhaixies i tikes (comentaris i crítiques), on cada autor tradueix a la seva manera cada frase sànscrita del Vedanta-sutra, i s'entén com les preguntes que estaria responent cada sutra.

## Doctrina
Es considera, tradicionalment, que les tres fonts de la doctrina vedanta són, en ordre de jerarquia, les següents: 
- Els Upanixads, textos de metafísica de mitjans del mil·lenni I aC, que van produir una ruptura amb la religió del Rig-veda (el text més antic de l'Índia, de mitjans del mil·lenni II aC);
- El Vedanta-sutra dalt esmentat, i
- El Bhagavad Gita, poema compost de 700 versos inclòs en l'immens Mahābhārata (text épico-religiós del segle iii aC).

Addicionalment, es consideren part de la doctrina vedanta els comentaris tradicionals que els savis que donen origen a aquesta interpretació final de l'ensenyament vèdica van fer: principalment Adi Shankara (788-820), que va comentar les 11  Upanixads  principals, el Brahma-sutra i el Bhagavad Gita.
Finalment, hi ha una sèrie de tractats preliminars que serveixen d'introducció a la comprensió i pràctica de la doctrina vedanta, i són anomenats prakaranes.
Entre ells es destaquen: 
- L'Atma-bodha ('intel·ligència del propi jo'), de Shankara
- El Viveka-txudamani ('joia cimera del discerniment'), de Shankara
- El Drig-drixa-viveka ('discerniment entre el vident i el vist'), de Shankara
- El Vedanta-sara ('essència del vedanta'), de Sadananda.

Lucian Blaga ha utilitzat sovint els conceptes Marele Anonim ("la Gran Anònim") i cenzura transcendentă ("la censura transcendental") en la seva filosofia. Va ser influenciat per conceptes de Brahman ("Déu") i māyā ("il·lusió") de Śaṅkāra. En Śaṅkārācarya, Brahman s'entén com nirguna Brahman ("Déu sense atributs"), mentre que Īśvara és saguna Brahman ("Déu amb atributs"). Louis Renou subratlla que el Brahman és superior a Īśvara, mentre que Olivier Lacombe escriu que Brahman és el superlatiu de Īśvara. Brahman és diferent de Zeus dels grecs, així com de Déu dels cristians o dels jueus i de Allah dels musulmans, perquè ell és transpersonal. Māyā és un concepte fonamental en el Vedānta. Té diversos significats i que sovint s'ha traduït com "il·lusió". Per Thomas L. O'Neil, māyā significa "mesurar el incommensurable".